# Autoridade Nacional da Saúde Pública (Suécia)
A Autoridade Nacional da Saúde Pública (em sueco:  Folkhälsomyndigheten; ( PRONÚNCIA) é uma agência governamental sueca, subordinada ao Ministério da Saúde e Assuntos Sociais.
Está vocacionada para ter responsabilidade e apoiar o trabalho da sociedade sueca visando promover a saúde dos habitantes, prevenir os problemas de saúde, e proteger a sociedade contra perigos e ameaças à saúde pública. 
Tem uma responsabilidade especial na proteção contra doenças contagiosas e na coordenação de medidas a nível nacional.
Coopera ativamente com a União Europeia e a Organização Mundial da Saúde (WHO).